# Hammondsport
Hammondsport es una villa ubicada en el condado de Steuben en el estado estadounidense de Nueva York. En el año 2000 tenía una población de 731 habitantes y una densidad poblacional de 806.4 personas por km².

## Geografía
Hammondsport se encuentra ubicada en las coordenadas 42°24′32″N 77°13′22″O / 42.40889, -77.22278.

## Demografía
Según la Oficina del Censo en 2000 los ingresos medios por hogar en la localidad eran de $38,182, y los ingresos medios por familia eran $50,125. Los hombres tenían unos ingresos medios de $32,143 frente a los $28,906 para las mujeres. La renta per cápita para la localidad era de $18,308. Alrededor del 5.8% de la población estaban por debajo del umbral de pobreza.